# Sabah Society

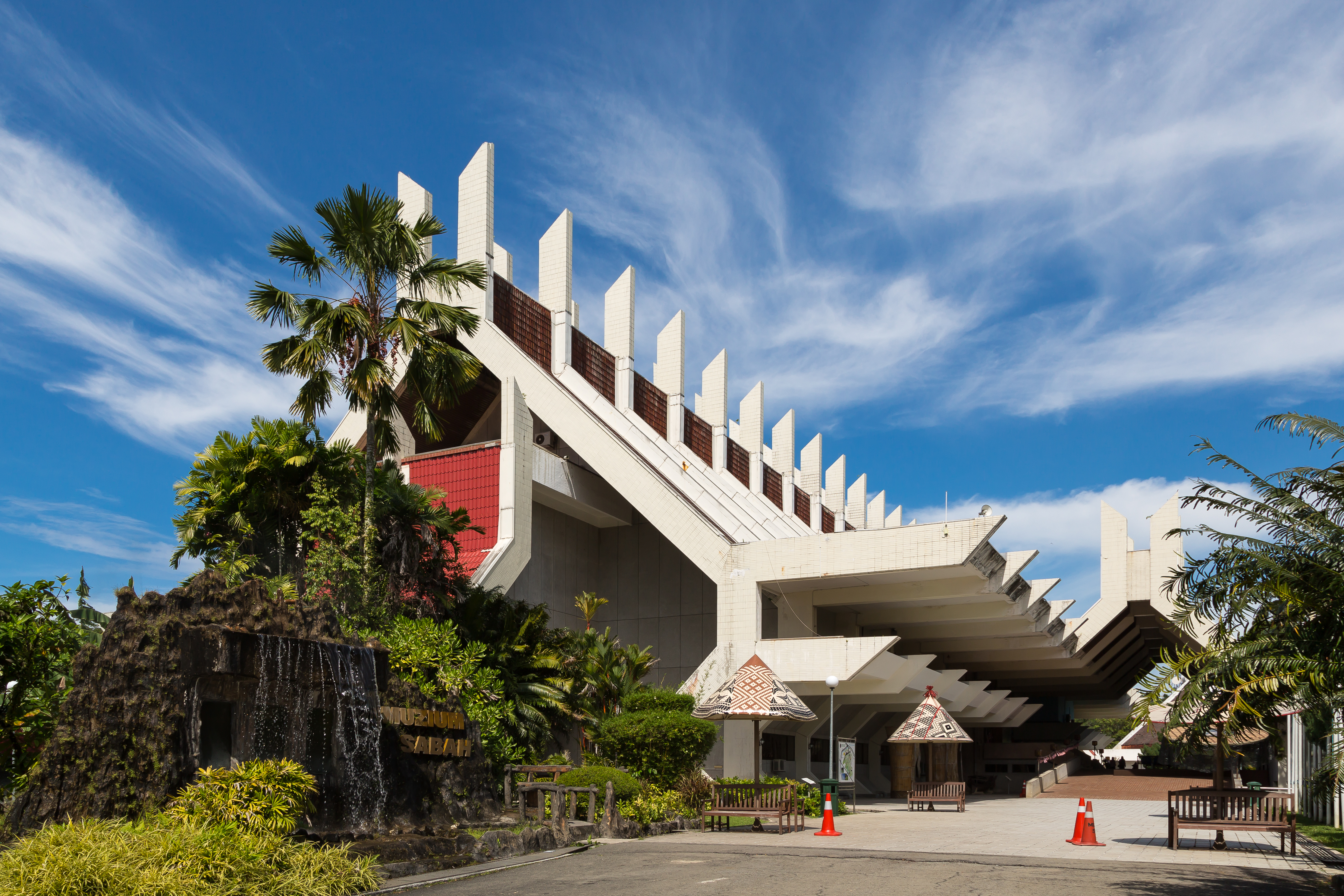
Muzeum v Sabahu - výsledek práce Sabah Society

Sabah Society je nevládní organizace působící v Sabahu v Malajsii od roku 1960. Byla založena skupinou nadšených lidí, kteří si dali za cíl zaznamenávat a uchovávat důležité události historie, kultury i přírody Sabahu, které by mohly být zapomenuty či zničeny v probíhající vlně modernizace.
Jejich hlavní cíle stanovené před více než půl stoletím zůstávají stejné i dnes. Jsou to :
1. podpořit širší zájem a znalosti o historii, přírodě, zeměpisu, kultuře i tradičních zvycích obyvatel Sabahu.
2. zaznamenávat historické znalosti a zachovávat příklady kultury a zvyků lidu Sabahu.
Pro splnění svých cílů používá Sabah Society tyto čtyři hlavní způsoby:
1. Konat veřejná setkání, při kterých budou odborníci i místní obyvatele hovořit na téma vztahu k Sabahu nebo o studiu oborů vztahujících se k Sabahu.
2. Konat exkurze a vědecké expedice do míst historických nebo přírodně významných, která připomenou minulost národa i současné krásy přírody.
3. Vydávat jednou ročně časopis "Sabah Society journal" s články upomínající na cíle stanovené Sabah Society.
4. Mít k dispozice knihy a publikace mající vazbu na úkoly postavené před Sabah Society.
Mezi nejhmatatelnější výsledky organizace patří založení organizace cestovního ruchu "Sabah Parks" (http://www.sabahparks.org.my) a muzea "Sabah Musem" (http://museum.sabah.gov.my).